# Oszteoklaszt

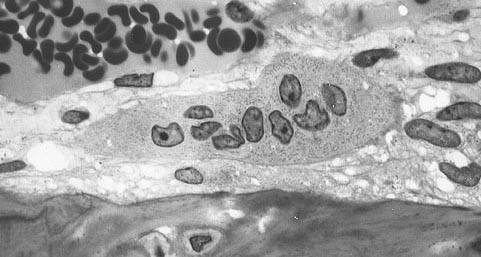
Oszteoklaszt: többmagvú sejt.

Az oszteoklaszt (osteoclast) vagy más néven csontfaló sejt egy csontbontásra specializálódott többmagvú óriássejt. Az oszteoblasztokkal és oszteocitákkal a csont sejtes állományát alkotját. Az oszteoklasztok az elpusztult csontállományt fagocitálják és lebontják, így fontos szerepük van a vér kalciumszintjének szabályozásában. Az oszteoklasztok a reszorpciós csontfelszínen a Howship-féle lacunákban találhatóak, melyek az oszteoklasztok által termelt enzimek hatására alakulnak ki. Fiatal korban igen jelentős a szerepe a csontosodásban, de felnőtt korban is aktív szerepe van a csont átépülésekor.

## Felépítése

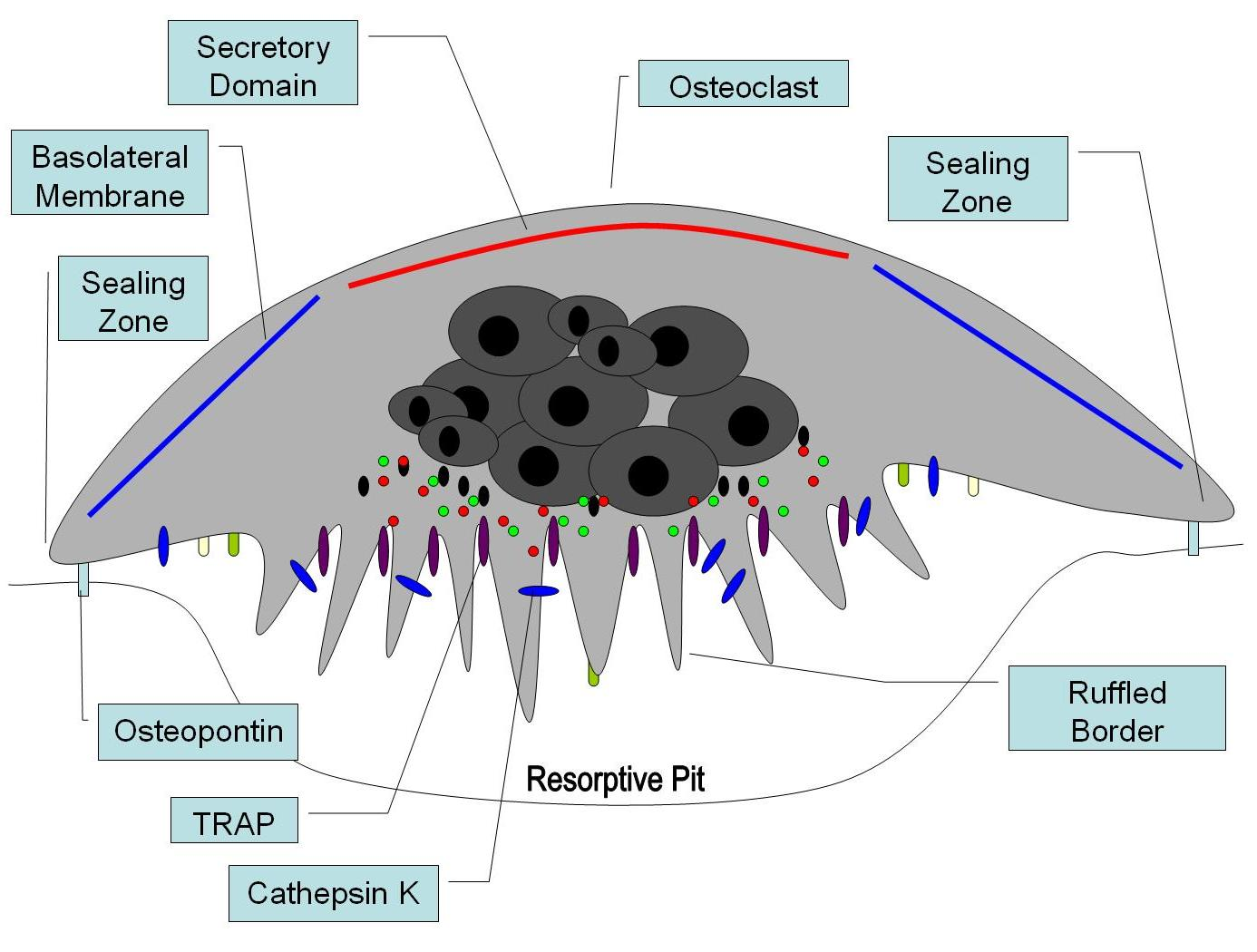
oszteoklaszt felépítése és működése

Hemopoetikus eredetű, sok nyúlvánnyal rendelkező makrofágok. 150-200 µm nagyságú, többmagvú sejtek. Erősen bazofil festődésűek, ez fokozott szintetikus aktivitásra utal.

## Szerepe
Az oszteoklaszt sejtek az intenzív csontbontás és átépülés folyamatában játszanak fontos szerepet. A szervezet PTH hormontermeléssel indirekt szabályozza az oszteoklasztok működését. A PHT hormon hatására az oszteoblasztok szignálpeptideket termelnek, melyek fokozzák az oszteoklasztok csontbontó folyamatát.
Az aktív oszteoklasztokban két folyamat megy végbe egymással párhuzamosan:
1. Fokozódik a különböző lysosomális enzimek termelése és kiválasztása, melyek a csont mátrixfehérjéit és proteoglikánokat bontja. A két legjelentősebb lysosomális enzim a kollagenáz és a katepszin.
2. Ezzel együtt a sejt környékén, a megnőtt glikolízis hatására, csökken a pH. A proton-ATP-áz enzim H+ ionokat választ ki a Howship-féle lacunákba, ez pH csökkenést eredményez és a hidroxiapatit kristályok oldódását vonja magával.

A bontás során keletkező fragmentumokat a sejt fagocitálja, majd sejten belül lebontja és újra hasznosítja.
A bontás hatására megnő a vér kalcium, foszfor és fehérje szintje és a vizeletben a hidroxiprolin koncentrációja emelkedik.